# Jõhvi kommun
Jõhvi kommun (estniska: Jõhvi vald) är en kommun i landskapet Ida-Virumaa i nordöstra Estland. Kommunen ligger cirka 150 kilometer öster om huvudstaden Tallinn. Staden Jõhvi utgör kommunens centralort.
2005 uppgick Jõhvi stad i Jõhvi kommun, efter att tidigare ha utgjort en egen kommun (stadskommun, estniska: linn).

### Karta

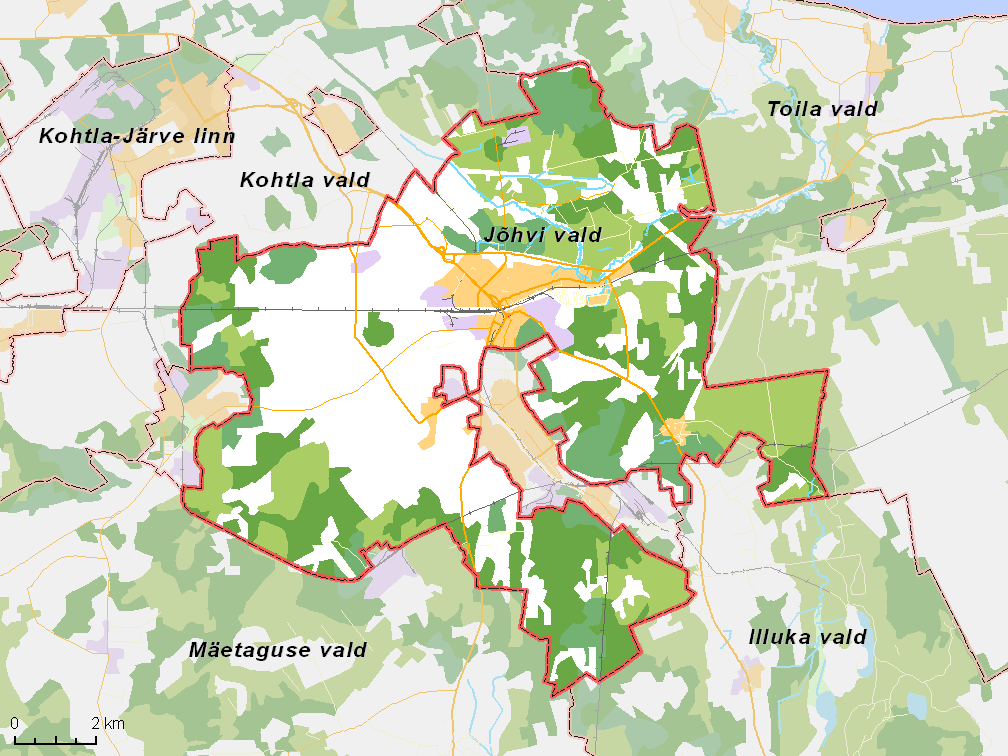
Översiktlig karta över kommunen. Notera att vissa av de angränsande kommunerna har ändrats sedan kommunreformen 2017.

## Geografi
Terrängen i Jõhvi kommun är platt.

## Orter
I Jõhvi kommun finns en stad, en småköping och elva byar.

### Städer
- Jõhvi (centralort)

### Småköpingar
- Tammiku

### Byar
- Edise
- Jõhvi
- Kahula
- Kose
- Kotinuka
- Linna
- Pajualuse
- Pargitaguse
- Pauliku
- Puru
- Sompa